# Maserati 8CL
La 8CL è una autovettura monoposto da competizione costruita dalla Maserati dal 1940 al 1946.

## Il contesto generale e le competizioni
Con un passo più lungo, subentrava alla 8CTF. Era stata concepita per partecipare alla Formula internazionale. Fu ripresa l'impostazione tecnica che diede esito positivo con la 4CL, vale a dire quattro valvole per cilindro, un motore quadro (cioè la corsa del pistone era uguale all'alesaggio del cilindro) e due compressori, uno per ogni bancata di 4 cilindri.
Lo scoppio della seconda guerra mondiale poco dopo il lancio ne interruppe lo sviluppo. La ripresa delle attività agonistiche dopo il conflitto, relegarono le vetture da competizione sovralimentate, e con una grande cilindrata, nelle formule libere, che però interessarono poco il pubblico. Questo fu anche il destino della 8CL.
Vennero costruiti due esemplari, uno prima e uno dopo la Seconda Guerra mondiale: il primo fu venduto in Argentina, mentre il secondo venne realizzato appositamente per la Scuderia Milano e ottenne discreti risultati con Gigi Villoresi (terzo classificato alla 500 Miglia di Indianapolis nel 1946) e Nino Farina (vincitore del Gran Premio di Mar del Plata nel 1948).

## Caratteristiche tecniche
L'accensione era singola con magnete Scintilla. La distribuzione era a quattro valvole per cilindro disposte a V di 90°, e doppio albero a camme in testa. La lubrificazione era forzata con pompe di mandata e recupero. Il sistema di reffreddamento era a circolazione d’acqua con pompe centrifughe.
Il motore era sovralimentato con due compressori tipo Roots, uno per bancata, e due carburatori Memini a monte degli stessi. Aveva una cilindrata di 2981,7 cm³, con l'alesaggio e la corsa che erano ambedue di 78 mm. Era un otto cilindri in linea, avente un rapporto di compressione di 6,5:1. La potenza erogata dal propulsore era compresa tra i 415 ed i 430 CV a 6400-6800 giri al minuto..
I freni erano a tamburo sulle ruote con comando idraulico. Le sospensioni erano con ammortizzatori a frizione; quelle anteriori erano anche provviste di barre di torsione, mentre quelle posteriori erano dotate di balestre. Lo sterzo era a vite senza fine e settore dentato, mentre la trasmissione era composta da un cambio a quattro rapporti più la retromarcia.
La carrozzeria era monoposto in alluminio, mentre il telaio era formato da due longheroni con traverse in lega leggera.
Il modello raggiungeva una velocità massima compresa tra i 280 ed i 305 km/h.